# Dolmen de Castelló

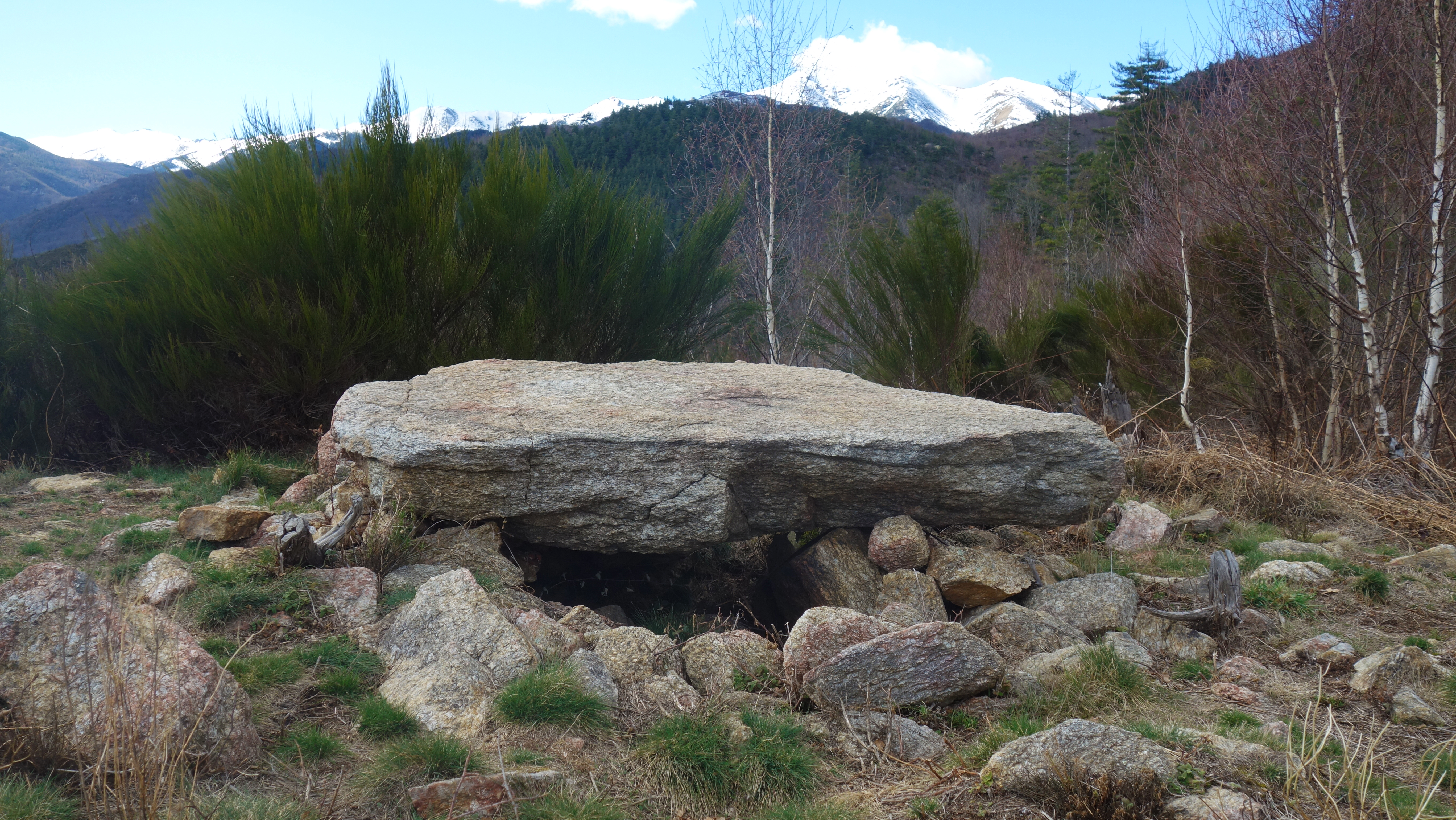
Fotografia del Dolmen de Castelló.

El Dolmen de Castelló és un dolmen situat a la comuna de Prats de Molló i la Presta, a la comarca del Vallespir, de la Catalunya del Nord.
El dolmen està situat a 1.149,3 m alt al nord-oest de la vila de Prats de Molló, a prop del Coll de Castelló, del qual pren el nom, que es troba sortint de la vila de Prats de Molló per un camí cap al nord-oest, en direcció al mas de la Vidala i el de les Garcies. Des de prop al nord del mas de les Garcies, fins on es pot arribar per una pista rural, cal seguir un corriol que ressegueix una carena cap al nord-nord-oest.
Fou descobert el 2011. És el darrer dolmen descobert a la Catalunya del Nord. És un dolmen força ben conservat, amb una llosa de cobertura de grans dimensions.